# Leaving You for Me
"Leaving You for Me" é um single do cantor alemão Martin Kesici em parceria com Tarja Turunen, lançado no início de 2005.
O single contém também o videoclipe da música "Leaving You for Me" que foi gravado em uma comunidade viquingue no oeste da Finlândia, chamado Rosala Center.

## Faixas
1. "Leaving You for Me"
2. "Can't Take It Anymore"
3. "What if Life Im Rockpalast" 2004
4. "Leaving You for Me" (vídeo)